# Igreja dos Irmãos Morávios
A Igreja dos Irmãos Morávios ou Herrnhuter Brüdergemeine é uma denominação protestante. O seu nome oficial é UNITAS Fratrum, que significa Unidade de irmãos. Também é ocasionalmente referida como os Irmãos da Boêmia. 
A história da igreja se divide em duas fases: teve início em 1457, na Boêmia, território da atual Tchéquia, onde permaneceu por quase dois séculos. Seu último bispo na Boêmia foi o conhecido pedagogo Johann Amos Comenius. Após a perseguição que quase extinguiu os Irmãos, a igreja foi restabelecida em Herrnhut, a partir de 1722, sob a liderança do conde Nicolas Zinzendorf.
Coloca uma elevada importância na unidade cristã, na unidade pessoal, na piedade, nas missões e na música. 
O emblema da Igreja é o Cordeiro de Deus com a bandeira da vitória, cercado pela inscrição latina: Vicit agnus noster, eum sequamur, que significa O Nosso Cordeiro já conquistou, vamos segui-lo. 

## História

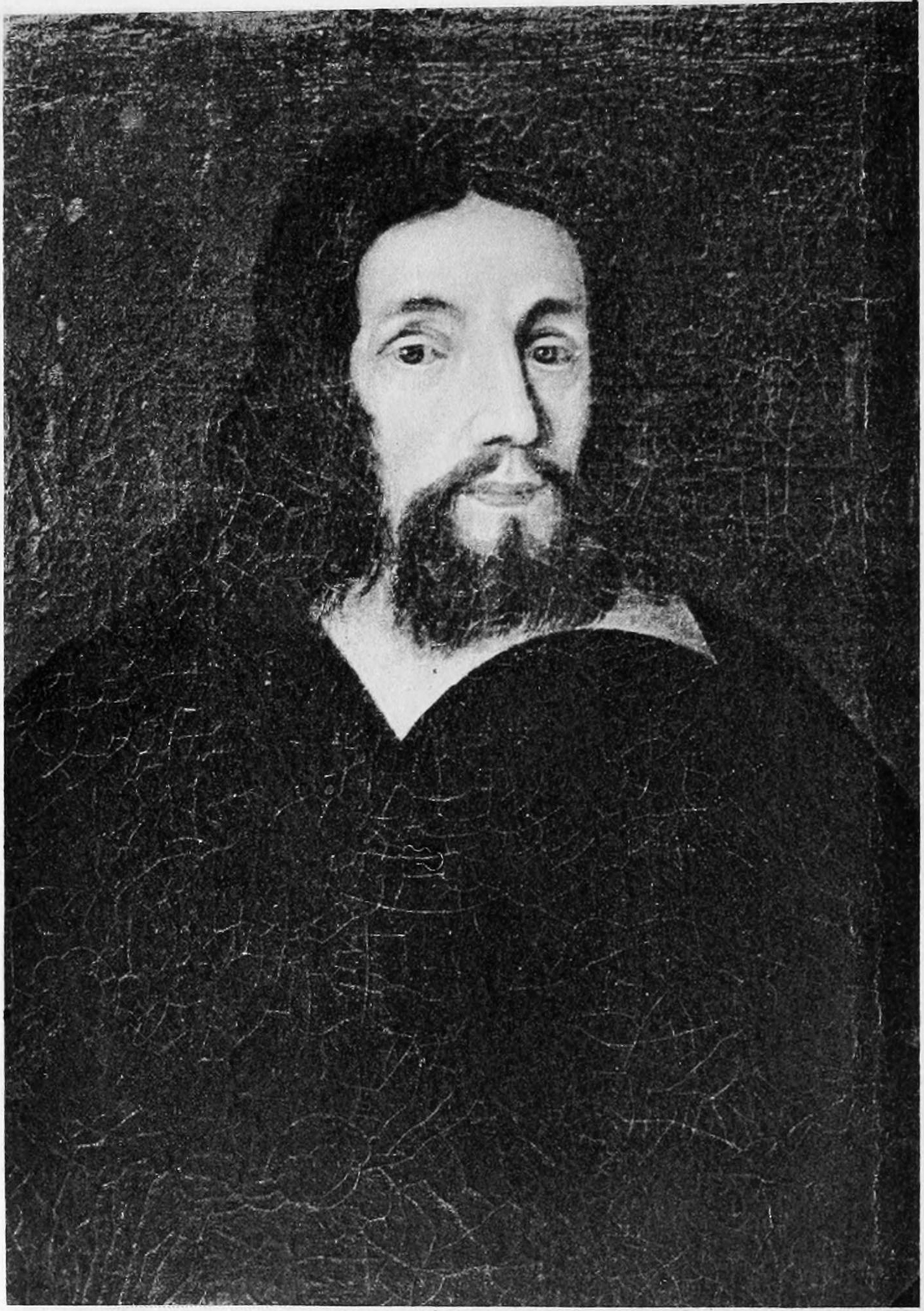
Jan Hus

### Fundação e crescimento
A Unitas Fratrum surgiu sob influência de John Wycliffe, Jan Hus e Pedro Helchitsky. Os hussitas se reuniram na vila de Kunvald, na Boêmia oriental, e organizaram a igreja em 1457, sob a liderança de Gregório, o Patriarca, com um ideal triplo de fé, companheirismo e liberdade, e uma forte ênfase na vida cristã prática em vez do pensamento doutrinário ou da tradição da Igreja. Os Estatutos de Reichenau, 1464, contêm a declaração mais antiga desse objetivo.
Os números da Unitas Fratrum cresceram rapidamente, atraindo a atenção das autoridades da Igreja Católica para os Irmãos, denunciados como heréticos e traidores. Eles buscaram se aproximar da Igreja primitiva, tendo obtido dos valdenses as três ordens do ministério - diácono, presbítero e bispo - e assim se tornaram um corpo eclesiástico independente. Apesar da perseguição do Estado, os Irmãos continuaram a crescer, até que eles passaram a incluir como seus adeptos cerca de um terço da população da Boêmia e da Morávia. Formaram seu corpo teológico a partir da Bíblia e hinos em sua própria língua, um cuidadoso sistema de disciplina e escolas para os jovens. Também receberam no século seguinte algumas influências de Lutero e outros reformadores. No início da Reforma, contavam com pelo menos 200.000 membros, com mais de 400 paróquias.
Uma perseguição amarga, que eclodiu em 1547, levou à expansão da Igreja dos Irmãos para a Polônia, onde cresceu rapidamente. Em 1557, havia três províncias da igreja: Boêmia, Morávia e Polônia. A Guerra dos Trinta Anos (1618-1648) trouxe mais perseguição à Igreja dos Irmãos, e os protestantes da Boêmia foram severamente derrotados na Batalha da Montanha Branca em 1620, levando à supressão da Unitas Fratrum e outros corpos protestantes.

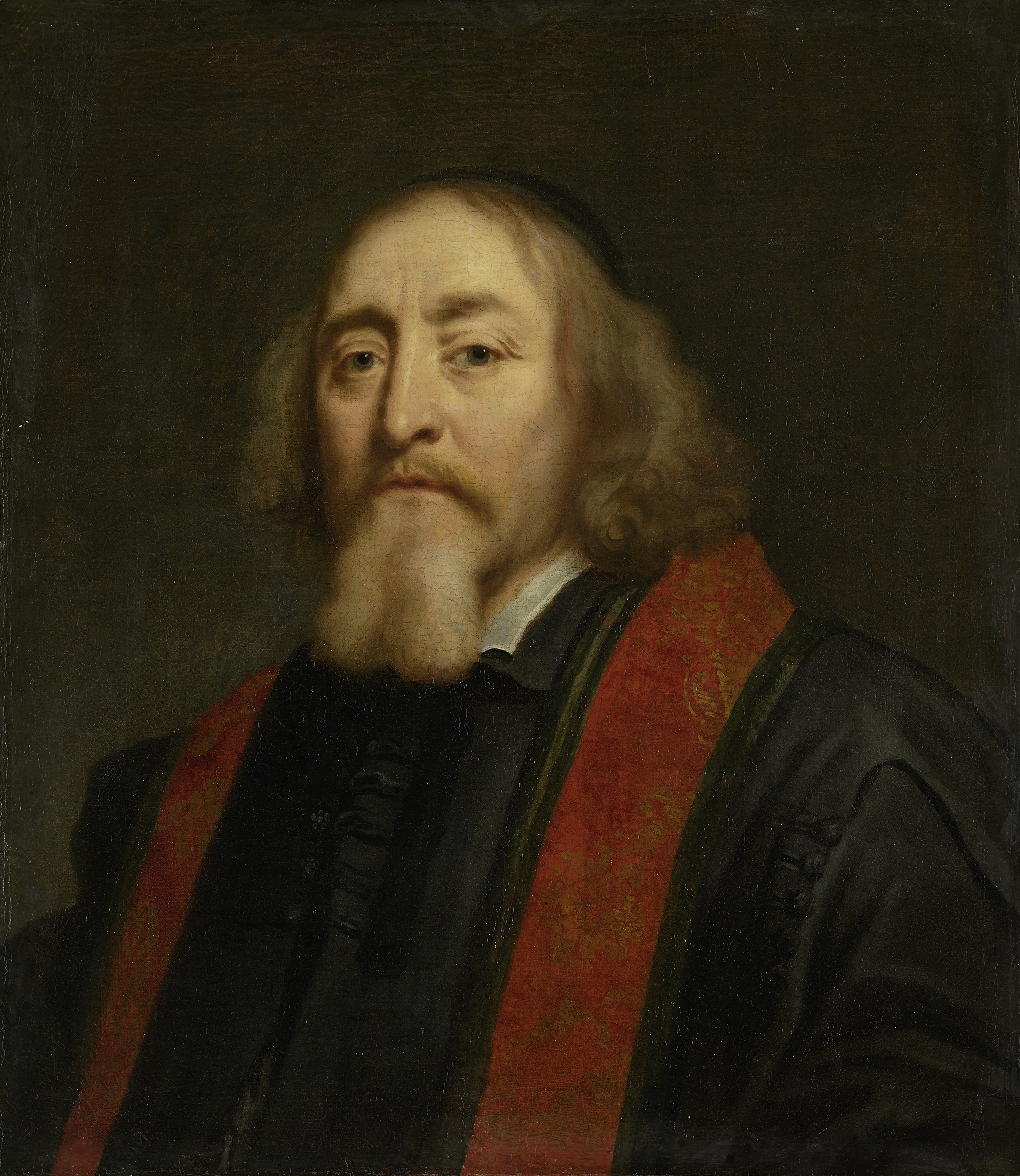
Jan Amos Comenius

A influência do bispo exilado, John Amos Comenius, que havia preservado a disciplina da igreja e que havia sido pioneiro no método educacional, foi uma grande fonte de força após a ruptura da igreja. Diante disso, alguns remanescentes sobreviveram na Boêmia e na Morávia, para emergir cem anos depois na Igreja Renovada.
Muitos dos Irmãos que deixaram sua terra natal se juntaram ao movimento que mais tarde se tornou a Igreja Morávia. Outros que ficaram para trás praticavam suas crenças em segredo, às vezes com serviços liderados por pastores visitantes de outros países em lugares remotos por medo de serem descobertos pelas autoridades católicas. A tradição dos Irmãos foi passada adiante nas famílias de pais para filhos. Livros religiosos eram escondidos das buscas ocasionais de líderes católicos que buscavam confiscá-los e destruí-los.

### A Igreja Renovada

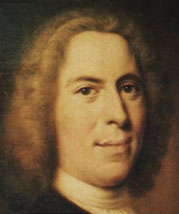
Conde Zinzendorf

Entre 1722 e 1727, algumas famílias fugindo da perseguição na Morávia, as quais mantiveram as tradições da antiga Unitas Fratrum, encontraram um lugar de refúgio na Saxônia, na propriedade do nobre pietista Nicolaus Ludwig, Conde Zinzendorf, e construíram uma vila que chamaram de Herrnhut. Zinzendorf desistiu de sua posição no serviço estatal para se dedicar a unir os vários elementos ali presentes. Ele se tornou seu líder espiritual, bem como seu patrono e protetor contra interferências externas. O conde acelerou sua comunhão e os uniu para a vida comunitária sob os Estatutos de Herrnhut (12 de maio de 1727), que foram fundados para seguir o padrão da antiga Unitas Fratrum. Seu reavivamento estimulou as missões do grupo, primeiro estabelecendo relações com cristãos fervorosos em muitas terras da Europa Ocidental, na Inglaterra a partir de 1728 e na América do Norte a partir de 1735. Em 1732, sua primeira missão fora da Europa foi para os africanos escravizados em Saint Thomas nas Índias Ocidentais Dinamarquesas.

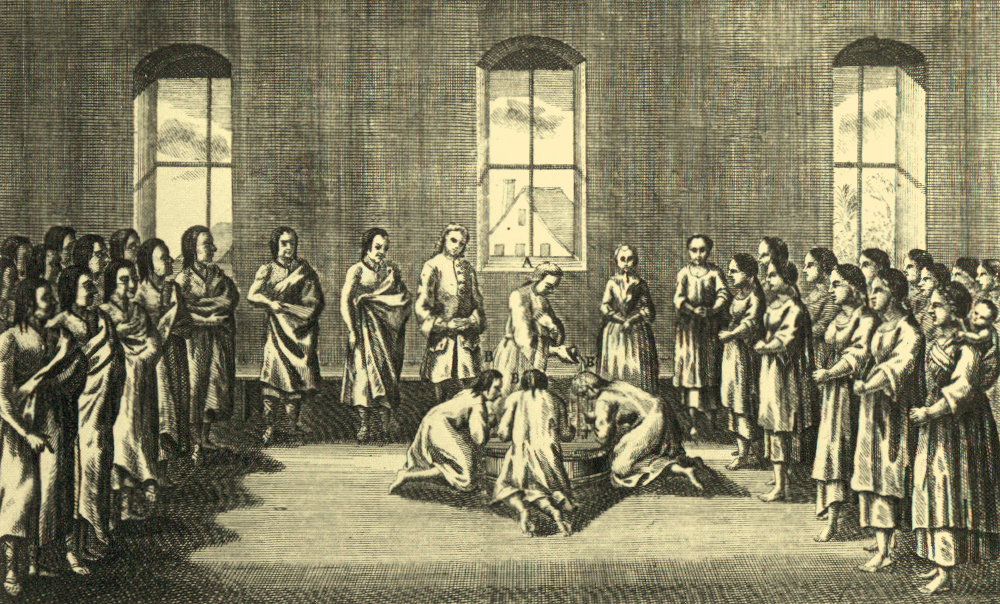
Batismo de três índios Lenni-Lenape por um missionário morávio

Para garantir o reconhecimento oficial para seus trabalhadores e selar os vínculos com a antiga Unitas Fratrum, eles decidiram continuar suas ordens episcopais, que haviam sido transmitidas pelo bispo Comenius e uma linhagem de bispos nas províncias polonesas da antiga Unitas. Em 1735, o bispo Daniel Jablonsky consagrou David Nitschmann como o primeiro bispo da Igreja Renovada. Os ramos da igreja assim estabelecidos no continente e na Grã-Bretanha e América continuaram a se desenvolver, mantendo sua associação e unindo-se no trabalho missionário em outras terras.
Em 1781, o imperador José II proclamou tolerância para a prática da crença protestante onde houvesse números suficientes deles para começar congregações. No entanto, apenas aqueles que aderiram às confissões luterana ou calvinista foram autorizados a praticar suas crenças abertamente; os irmãos ainda eram proibidos de praticar abertamente sua fé; por isso, muitos se juntaram aos luteranos e calvinistas.

### Século XX e atualidade

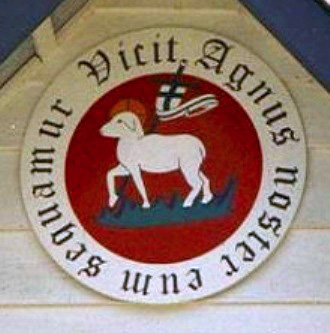
Logotipo da Unidade na Igreja Morávia em Nieuw-Amsterdam (Suriname): VICIT AGNUS NOSTER, EUM SEQUAMUR – “Nosso Cordeiro venceu, vamos segui-lo.”

Em 1957, a Igreja Morávia mundial foi reorganizada em mais de uma dúzia de províncias semiautônomas que permanecem parte de uma única igreja global. Um Sínodo da Unidade é realizado a cada sete anos para decidir questões que afetam toda a Igreja Morávia. Hoje, há mais de um milhão de membros da Igreja Morávia no mundo. A maioria deles vive na África Oriental.

## Teologia

### Credos
Nas várias Províncias da Unitas Fratrum Renovada, os seguintes credos são reconhecidos:
- Credo dos Apóstolos
- Credo Atanasiano
- Credo Niceno
- Confissão da Unidade dos Irmãos Boêmios de 1535
- Vinte e Um Artigos da Confissão de Augsburgo inalterada
- Catecismo Menor de Martinho Lutero
- Sínodo de Berna de 1532
- Trinta e Nove Artigos da Igreja da Inglaterra
- Declaração Teológica de Barmen de 1934
- Catecismo de Heidelberg

### Liturgia

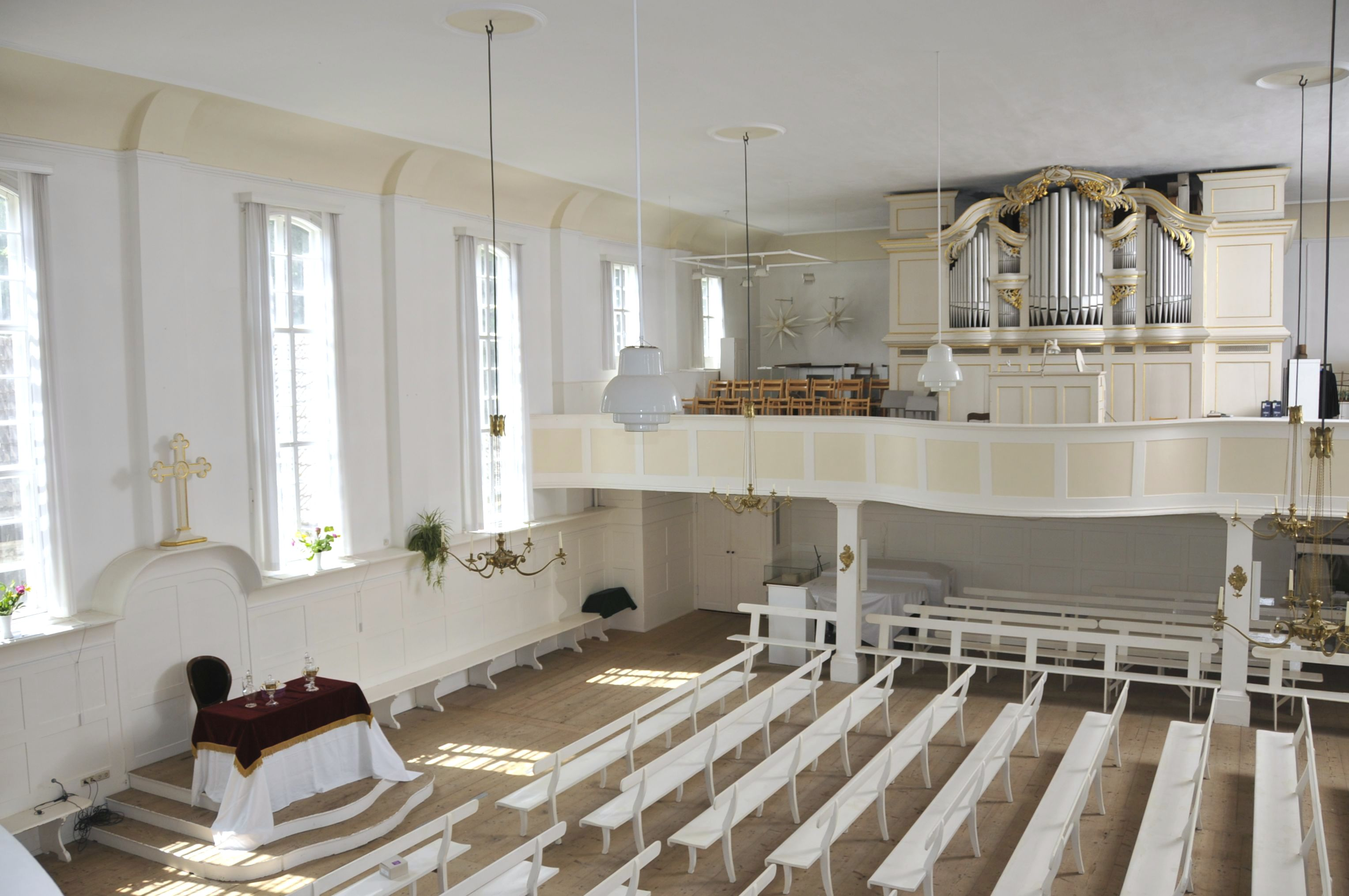
Uma igreja da Morávia em Neudietendorf, na Turíngia

A leitura e interpretação do Evangelho são centrais no culto morávio; também é uma igreja litúrgica com uma variedade de liturgias para uso em domingos comuns, além de ordens especiais para o Natal, Páscoa, Pentecostes e Trindade. Há também ordens para os sacramentos e Ofícios da Igreja, incluindo Sagrada Comunhão, Batismo, Confirmação, Casamentos e Funerais. O sacramento da eucaristia tem um lugar central na adoração da Igreja, mas os morávios sempre rejeitaram qualquer teologia excessivamente especulativa sobre a eucaristia.

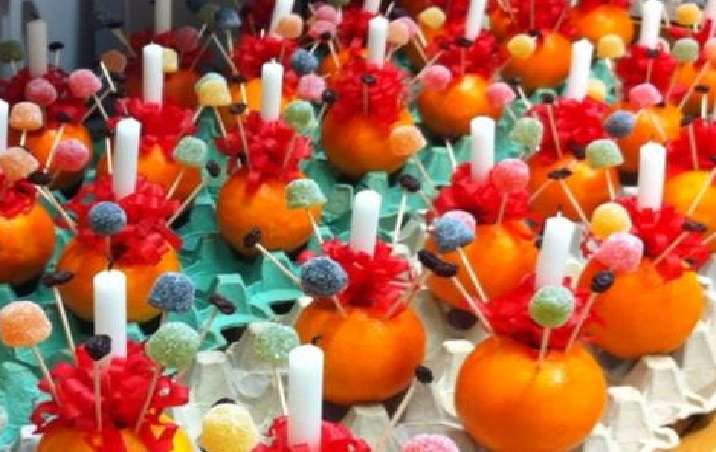
Christingles da Morávia

Houve revisão constante da liturgia ao longo dos anos, mas há ligações entre o culto contemporâneo e o da Iigreja em seus primeiros dias. No entanto, os líderes de culto e as congregações não são obrigados a usar essas liturgias e podem decidir usar uma forma mais livre de serviço com orações improvisadas ou orações tiradas de uma variedade de fontes. O canto de hinos tem desempenhado um grande papel na adoração desde a publicação do primeiro hinário em 1501. Os hinários da Igreja se baseiam em hinos vindos de todos os ramos da cristandade, além de hinos de escritores da Morávia, incluindo Zinzendorf, James Montgomery e John Cennick. Hoje, junto com o próprio hinário da Igreja, a maioria das congregações usará o Mission Praise e hinos de escritores contemporâneos.

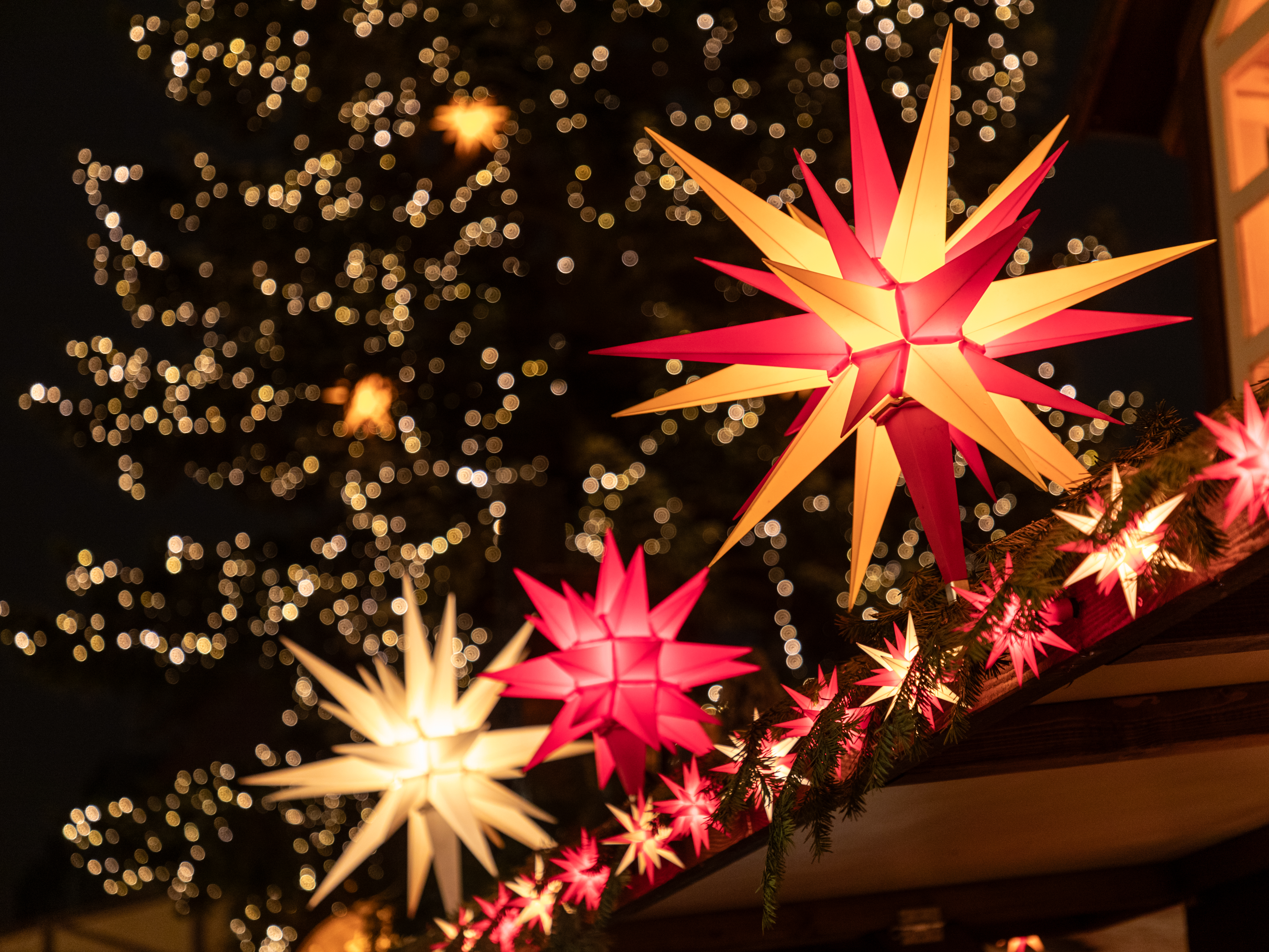
Estrelas de Herrnhut

Entre os costumes criados pela Igreja da Morávia, estão o Christingle, celebração de Natal criada em Marienborn, Alemanha, em 1747, e agora amplamente adotada por igrejas de outras denominações. Também se destaca a Estrela do Advento da Morávia, às vezes chamada de Estrela de Herrnhut, a primeira decoração de Natal a ser colocada nas casas e igrejas da Morávia, com origem que remonta a um internato morávio em Niesky, Alemanha, na década de 1850, e fabricado pela primeira vez em 1897.

### Fundamentos da Unidade
Os “Fundamentos da Unidade” foram adotados na primeira reunião do Sínodo da Unidade da Igreja Morávia mundial após a Segunda Guerra Mundial, em 1957, em Bethlehem, Pensilvânia. É o documento fundamental da Igreja Morávia mundial e está no início de sua Ordem Eclesiástica. Os “Fundamentos” foram alterados duas vezes: o § 3 foi adicionado no Sínodo da Unidade em Herrnhut em 1981 e o § 4 foi alterado no Sínodo da Unidade em Dar es Salaam em 1995.

Em resumo, os morávios declaram:
A Igreja de Jesus Cristo é una no Senhor, apesar de todas as diferenças entre homens e mulheres, entre ricos e pobres e entre pessoas de diferentes origens étnicas.
A Igreja Morávia não reconhece diferenças divisórias entre aqueles que são um no Senhor.
Somos chamados a testemunhar que em Jesus Cristo Deus reúne seu povo de todas as nações e línguas e os forma em um só corpo, e que ele perdoa os pecadores e os reúne sob a cruz.
Nós nos opomos a qualquer discriminação entre nós com base na origem étnica, gênero ou status social; e consideramos um mandamento do Senhor confessar isso publicamente e mostrar por palavras e ações que somos irmãos e irmãs em Cristo.

### Governo

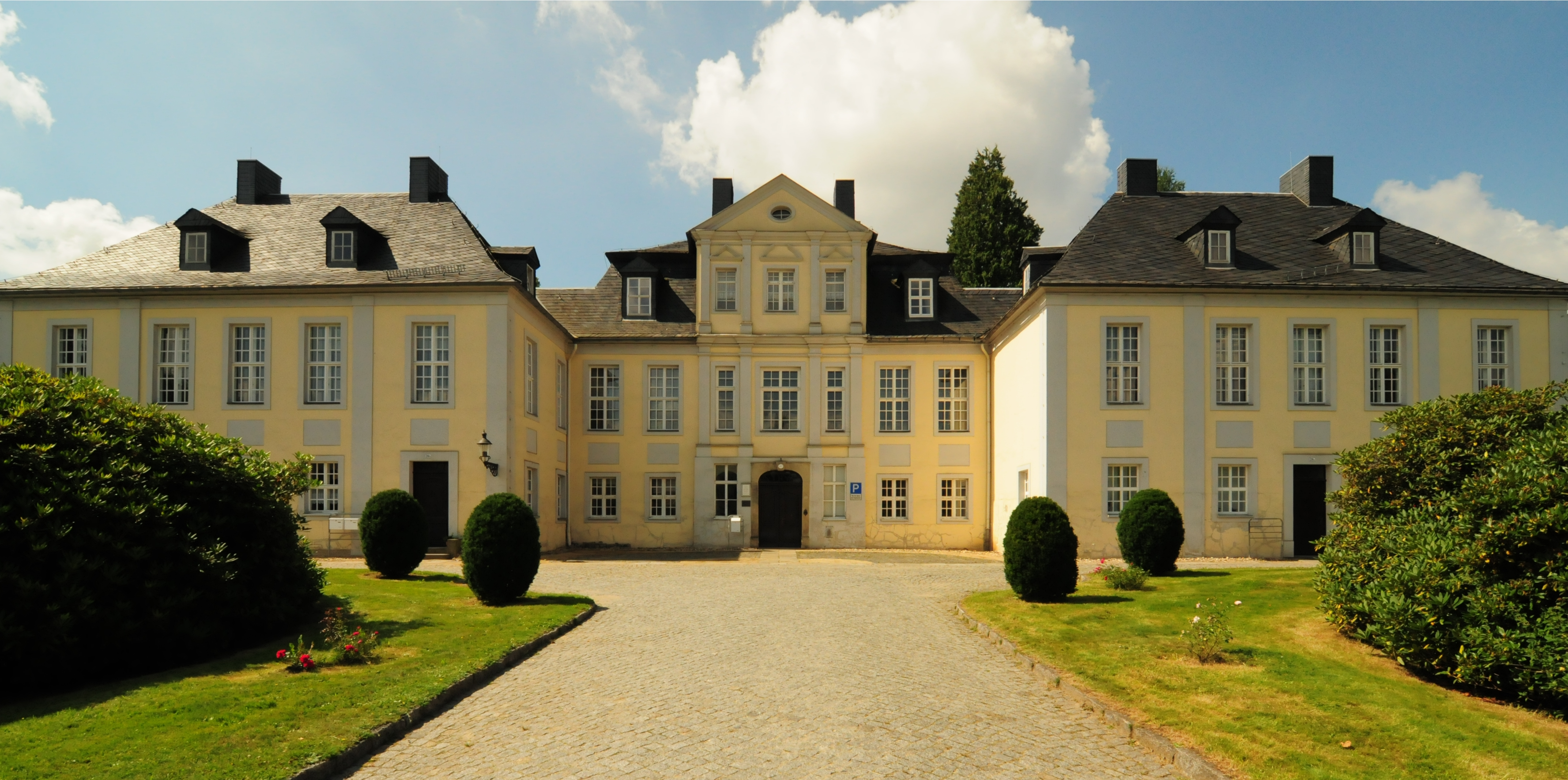
Vogtshof em Herrnhut, o centro administrativo da Igreja Morávia mundial

A Unidade dos Irmãos em todo o mundo é governada pelo Sínodo da Unidade com delegados de todas as províncias da Unidade e missões, das obras da Unidade e da Fundação da Igreja Morávia. Essas reuniões sinodais ocorrem a cada sete anos. No período interino, o Conselho da Unidade está no comando. Neste conselho, cada província unitária é sempre representada por 1 delegado.
Os seguintes órgãos são cômites da Unitas: Sínodo da Unidade; Conselho de Unidade; Comitê Executivo do Conselho da Unidade; Fundação da Igreja Moravian (MCF), Fundo de Missão e Desenvolvimento da Unidade (UMDF), Fundação do Patrimônio Cultural da Unidade Moravian (MUCHF), Fundo de Assistência a Desastres da Morávia (MDRF), Comitê de Teologia da Unidade (UCT), Mesa de Mulheres da Unidade (UWD) com Conselho Consultivo, Comitê da Juventude Moravian (MYC) com Mesa da Juventude Moravian.
Além disso, há duas "obras de unidade", que são instituições pelas quais toda a Igreja Morávia mundial tem responsabilidade conjunta: o "arquivo de unidade" em Herrnhut - administrado pela Província da Unidade Continental Europeia - e o centro de reabilitação Star Mountain para crianças e jovens deficientes em Ramallah (Palestina) - administrado pela Ajuda Missionária Moraviana.
A Igreja Morávia continua reconhecendo os ofícios das três ordens, diácono, presbítero e bispo, as quais são estendidas também às mulheres. Cada bispo tem dois números, o primeiro sendo o número dos bispos desde 1467 e o segundo sendo o número de bispos desde a consagração de David Nitschmann em 1735. Os Arquivos da Unity em Herrnhut mantêm o registro oficial de todas as consagrações. Qualquer pessoa ordenada diácono está autorizada a administrar os sacramentos (batismo e Sagrada Comunhão). O ofício de bispo não confere quaisquer poderes administrativos. É principalmente um escritório pastoral para os funcionários do serviço espiritual.

### Pacifismo
A Igreja Morávia adere historicamente à posição do pacifismo cristão, evidenciado em atrocidades como o massacre de Gnadenhutten (durante a Guerra Revolucionária Americana), onde os mártires cristãos nativo-americanos da Morávia praticaram a não-resistência, cantando hinos e orando a Deus até sua execução.

### Ecumenismo
Conhecidos pela mentalidade ecumênica, os morávios estavam entre os primeiros membros do Conselho Federal de Igrejas, em 1908, que depois se tornou o Conselho Nacional de Igrejas, e do Conselho Mundial de Igrejas (CMI) em 1948. Em 2013, as Igrejas Morávia e da Paz Histórica, incluindo Menonitas, Irmãos e Amigos (Quakers), decidiram ser representadas nos órgãos governamentais do CMI como uma família confessional e se reunir como tal durante as reuniões confessionais nos eventos do CMI.
As duas províncias norte-americanas estão em plena comunhão com a Igreja Evangélica Luterana na América e com a Igreja Episcopal; o acordo com a Província Norte da Igreja Morávia em 2010, marcou a primeira vez na história dos EUA que três igrejas — a Igreja Morávia, a Igreja Episcopal e a ELCA — formaram relacionamentos de plena comunhão entre si por meio de acordos negociados separadamente. Em 2016, as duas províncias da Igreja Morávia na América do Norte e da Igreja Presbiteriana dos EUA concordaram em entrar em plena comunhão uma com a outra.
Na Alemanha, a Igreja é membro da Associação de Igrejas Cristãs (Arbeitsgemeinschaft Christlicher Kirchen, ACK), fundada em 1948. Em 2007, participaram do reconhecimento mútuo do batismo por onze igrejas membros da ACK, com representantes da EKD, da Igreja Católica, das igrejas ortodoxas, anglicanas, metodistas, velhos católicos, e de outras igrejas livres, os quais assinaram este acordo na Catedral de Magdeburg. A Igreja Morávia Continental Europeia também pode participar das reuniões da Conferência da Igreja da Igreja Evangélica na Alemanha (Evangelische Kirche in Deutschland), estando contratualmente vinculada ao EKD e ambas trabalham em conjunto. Também faz parte da Conferência de Igrejas Europeias (CEE).

## Presença mundial

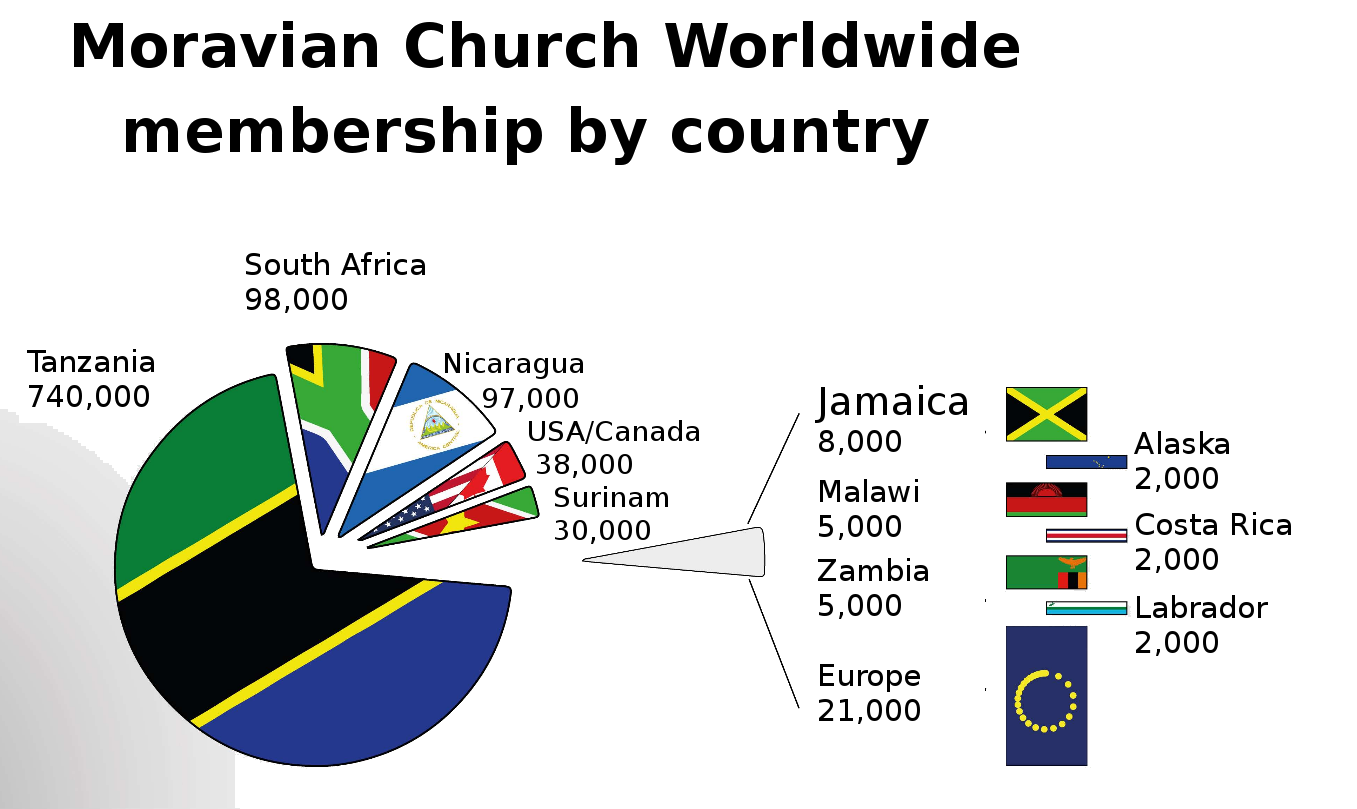
Membros da Igreja Morávia em todo o mundo, províncias europeias agrupadas

Atualmente, a Igreja Morávia agora está representada em mais de 40 países. Segundo os dados da igreja, em 2016, 805 mil membros estavam na Tanzânia, seguidos por 103 mil na Nicarágua, 98 mil na África do Sul, 36 mil nos Estados Unidos e Canadá, 30 mil no Suriname, 19 mil na Europa e números abaixo das dezenas de milhares nos demais países. Na estatística de 1 de janeiro de 2018, os números da Unidade Mundial dos Irmãos se expressam em: 1.210.000 membros (incluindo crianças) em 1.700 municípios com 1.300 postos avançados e 1.800 ministros ordenados.
A Igreja Moraviana está estabelecida e organizada nas seguintes províncias da unidade:
| Província Unitária          | Sede           | Fundação  | Província Unitária                    | Sede          | Fundação  |
| --------------------------- | -------------- | --------- | ------------------------------------- | ------------- | --------- |
| Alasca                      | Bethel         | 1885      | Província Tcheca                      | Liberec       | 1457/1862 |
| América, Província Norte    | Bethlehem      | 1735/1741 | República Democrática do Congo        | Mwene-Ditu    | 2005      |
| América, Província Sul      | Winston-Salem  | 1753      | Suriname                              | Paramaribo    | 1735      |
| África do Sul               | Lansdowne      | 1737/1792 | Tanzânia, Província do Norte          | Aruxa         | 2007      |
| Costa Rica                  | San José       | 1941/1980 | Tanzânia, Província do Lago Tanganica | Quigoma       | 2005      |
| Europa Continental          | Boll           | 1727      | Tanzânia, Província Ocidental         | Tabora        | 1897      |
| Grã-Bretanha                | Londres        | 1742      | Tanzânia,Província Oriental           | Dar es Salaam | 2007      |
| Guiana                      | Georgetown     | 1878/1835 | Tanzânia, Província de Mbozi          | Mbozi         | ?         |
| Honduras                    | Gracias a Dios | 1930      | Tanzânia, Província de Rukwa          | Sumbawanga    | 1986      |
| Índias Ocidentais Orientais | São João       | 1732      | Tanzânia, Província do Sudoeste       | Beia          | 1978      |
| Jamaica e Ilhas Cayman      | Kingston       | 1754      | Tanzânia, Província do Sul            | Tukuyu        | 1891      |
| Malawi                      | Karonga        | 2007      | Zâmbia                                | Lusaka        | 1989      |
| Nicarágua                   | Porto Cabeças  | 1849      |                                       |               |           |

A Igreja Moraviana também possui províncias missionárias, países e regiões que não têm o status completo de uma província da Unidade:
| Província Missionária       | Sede                   | Fundação  |
| --------------------------- | ---------------------- | --------- |
| Burundi                     | Bujumbura              | ?         |
| Cuba                        | Playa-La Habana        | 1997      |
| Honduras                    | Gracias a Dios         | ?         |
| Labrador                    | Happy Valley-Goose Bay | 1752/1771 |
| Província Missionária Checa | Turnov                 | ?         |
| Sul da Ásia                 | Nepal                  | ?         |
| Tanzânia Iringa             | Iringa                 | ?         |
| Tanzânia Ruvuma e Njombe    | Songea                 | ?         |

As áreas de missão, territórios nos quais a Igreja Morávia trabalha há apenas alguns anos, estão sob a responsabilidade das províncias:
| Áreas de Missão             | Supervisão                                                                 |
| --------------------------- | -------------------------------------------------------------------------- |
| Angola                      | Igreja Morávia no Congo                                                    |
| Belize                      | Igreja Morávia em Honduras                                                 |
| Congo Oriental, Kivu do Sul | Igreja Morávia Tanzânia, Lago Tanganica                                    |
| Garífuna                    | Igreja Morávia em Honduras                                                 |
| Guiana Francesa             | Igreja Morávia no Suriname                                                 |
| Haiti                       | Igreja Morávia na Jamaica e Igreja Morávia nas Índias Ocidentais Orientais |
| Iringa                      | Igreja Morávia na Tanzânia, Província do Sudoeste                          |
| Peru                        | Conselho Americano de Missão Mundial                                       |
| Quênia                      | Igreja Morávia na Tanzânia, Província Ocidental                            |
| Ruanda                      | Igreja Morávia na Tanzânia, Província Ocidental                            |
| Ruvuma Njombe, Tanzânia     | Igreja Morávia do Sul da Tanzânia                                          |
| Serra Leoa                  | Igreja Morávia na América, Província do Sul                                |
| Sul da Ásia                 | Igreja Morávia na Província Britânica                                      |
| Tanzânia Central do Sul     | Igreja Morávia da Tanzânia Ocidental                                       |
| Uganda                      | Igreja Morávia na Tanzânia, Província Ocidental                            |
| Zanzibar                    | Igreja Morávia na Tanzânia, Província Oriental                             |

## No Brasil
O primeiro contato de um brasileiro com a Igreja dos Irmãos Morávios foi feito pelo Pastor Mauricio Melo, em março de 2022, na cidade americana de Winston-Salem, em Carolina do Norte, com a Pastora Angélica, presidente da Junta Mundial de Missões da Igreja. Duas semanas depois, seguiu-se uma reunião on-line de Maurício com o administrador-geral da Igreja mundial, reverendo Jorgen Bøytler da Dinamarca, o presidente de missões transcultural, Justin Rabbach, e Angélica.[carece de fontes?]
Em 27 de setembro, na Cidade do Panamá, houve uma conferência para tratar de recursos de missões das Igrejas Morávias da América Latina. Estavam presentes representantes dos EUA (na direção e organização), Honduras, Nicarágua, Costa Rica, Cuba, Peru, Bolívia e Brasil. Pela primeira vez presente em uma conferência da Igreja Morávia, o Brasil teve sua delegação composta por apenas duas pessoas (Pastor Mauricio Melo e Presbítera Jucineide Melo), dando assim dando início a uma nova conexão de aliança da Igreja.[carece de fontes?]
No dia 6 de maio de 2023, foi oficializada em Salvador pelo Pastor Maurício Melo a “Primeira Igreja Morávia do Brasil”, com a visita de Justin Rabbach e reverendo Jørgen Bøytler.[carece de fontes?]